# Liste des chapelles du Doubs
La liste des chapelles du Doubs présente les chapelles situées sur le territoire des communes du département français du Doubs. Il est fait état des diverses protections dont elles peuvent bénéficier et, notamment, les inscriptions et classements au titre des monuments historiques.

## Liste
| Chapelle                                                     | Commune                  | Coordonnées                              | Notice         | Protection     | Date      | Illustration                                                 |
| ------------------------------------------------------------ | ------------------------ | ---------------------------------------- | -------------- | -------------- | --------- | ------------------------------------------------------------ |
| Chapelle des Carmes-Déchaussés                               | Besançon                 | 47° 14′ 30,8″ nord, 6° 01′ 15″ est       | « PA00101464 » | Inscrit        | 1937      | Chapelle des Carmes-Déchaussés                               |
| Chapelle Notre-Dame du Refuge                                | Besançon                 | 47° 14′ 08,52″ nord, 6° 01′ 16,32″ est   | « PA00101481 » | Inscrit Classé | 1938 2012 | Chapelle Notre-Dame du Refuge                                |
| Chapelle capitulaire Saint-Paul                              | Besançon                 | 47° 14′ 22″ nord, 6° 01′ 45″ est         | « PA00101463 » | Inscrit        | 1972      | Chapelle capitulaire Saint-Paul                              |
| Chapelle du grand séminaire de Besançon                      | Besançon                 | 47° 14′ 07″ nord, 6° 01′ 27″ est         | « PA00101609 » | Inscrit        | 1926      | Chapelle du grand séminaire de Besançon                      |
| Chapelle Saint-Jacques                                       | Besançon                 | 47° 14′ 21″ nord, 6° 00′ 56″ est         | « PA00101454 » | Classé Inscrit | 1927 2002 | Chapelle Saint-Jacques                                       |
| Chapelle du cimetière                                        | Cour-Saint-Maurice       | 47° 15′ 24,55″ nord, 6° 42′ 03,93″ est   | « PA25000059 » | Inscrit        | 2008      | Chapelle du cimetière                                        |
| Chapelle Saint-Maurice                                       | Jougne                   | 46° 45′ 27,4″ nord, 6° 23′ 27,7″ est     | « PA00101657 » | Classé         | 1930      | Chapelle Saint-Maurice                                       |
| Chapelle Saint-Ferréol et Saint-Ferjeux                      | Miserey-Salines          | 47° 17′ 11″ nord, 5° 58′ 17″ est         | « PA25000075 » | Inscrit        | 2012      | Chapelle Saint-Ferréol et Saint-Ferjeux                      |
| Chapelle castrale Saint-Georges                              | Montjoie-le-Château      | 47° 21′ 01,6″ nord, 6° 54′ 05,2″ est     | « PA00101688 » | Inscrit        | 1985      | Chapelle castrale Saint-Georges                              |
| Chapelle Saint-Georges                                       | Ornans                   | 47° 06′ 45″ nord, 6° 08′ 34″ est         | « PA00101698 » | Inscrit        | 1968      | Chapelle Saint-Georges                                       |
| Chapelle du Couvent des Minimes                              | Ornans                   | 47° 06′ 11″ nord, 6° 09′ 15″ est         | « PA00101699 » | Inscrit        | 1981      | Chapelle du Couvent des Minimes                              |
| Chapelle des Annonciades                                     | Pontarlier               | 46° 54′ 14″ nord, 6° 21′ 16″ est         | « PA00101707 » | Classé Inscrit | 1913 1936 | Chapelle des Annonciades                                     |
| Grotte-chapelle de Remonot                                   | Les Combes               | 47° 02′ 08″ nord, 6° 30′ 44″ est         | « PA25000066 » | Inscrit        | 2009      | Grotte-chapelle de Remonot                                   |
| Chapelle Saint-Roch d'Urtière                                | Urtière                  | 47° 15′ 26″ nord, 6° 55′ 27″ est         | « PA00132847 » | Inscrit        | 1994      | Chapelle Saint-Roch d'Urtière                                |
| Chapelle Saint-Joseph-aux-Bassots                            | Villers-le-Lac           | 47° 03′ 36″ nord, 6° 41′ 12″ est         | « PA00101735 » | Inscrit        | 1979      | Chapelle Saint-Joseph-aux-Bassots                            |
| Chapelle Notre-Dame-des-Bois                                 | Villers-sous-Chalamont   | 46° 53′ 51″ nord, 6° 02′ 40″ est         | « PA25000070 » | Inscrit        | 2010      | Chapelle Notre-Dame-des-Bois                                 |
| Chapelle du Sacré-Coeur                                      | Audincourt               | 47° 28′ 30″ nord, 6° 50′ 34″ est         | « IA00014850 » |                | 1986      | Chapelle du Sacré-Coeur                                      |
| Chapelle du prieuré Saint-Marcellin                          | Bonnevaux-le-Prieuré     | 47° 07′ 50″ nord, 6° 09′ 50″ est         | « IA00014460 » |                | 1980      | Chapelle du prieuré Saint-Marcellin                          |
| Chapelle Notre-Dame des Champs                               | Boujailles               | 46° 53′ 48″ nord, 6° 04′ 16″ est         | « IA00014013 » |                | 1975      | Chapelle Notre-Dame des Champs                               |
| Chapelle de Bouverans                                        | Bouverans                | 46° 51′ 28″ nord, 6° 12′ 36″ est         | « IA00014255 » |                | 1979      | Chapelle de Bouverans                                        |
| Chapelle Notre-Dame-du-Lac                                   | Bouverans                | 46° 49′ 57″ nord, 6° 12′ 32″ est         | « IA00014262 » |                | 1978      | Chapelle Notre-Dame-du-Lac                                   |
| Chapelle Notre-Dame                                          | Chapelle-d'Huin          | 46° 56′ 42″ nord, 6° 09′ 50″ est         | « IA00014029 » |                | 1975      | Chapelle Notre-Dame                                          |
| Chapelle Saint-Claude                                        | Chapelle-d'Huin          | 46° 56′ 18″ nord, 6° 11′ 52″ est         | « IA00014032 » |                | 1975      | Chapelle Saint-Claude                                        |
| Chapelle Notre-Dame-du-Haut-Ciel                             | Châteauvieux-les-Fossés  | 47° 03′ 52″ nord, 6° 12′ 07″ est         | « IA00014493 » |                | 1980      | Chapelle Notre-Dame-du-Haut-Ciel                             |
| Chapelle de la Sainte-Trinité, Saint-Sébastien et Saint-Roch | Dommartin                | 46° 55′ 55″ nord, 6° 18′ 30″ est         | « IA00014284 » |                | 1978      | Chapelle de la Sainte-Trinité, Saint-Sébastien et Saint-Roch |
| Chapelle Notre Dame de Délivrance                            | Dompierre-les-Tilleuls   | 46° 52′ 37″ nord, 6° 10′ 38″ est         | « IA00014046 » |                | 1975      | Chapelle Notre Dame de Délivrance                            |
| Chapelle Saint-Claude                                        | Doubs                    | 46° 55′ 38″ nord, 6° 20′ 36″ est         | « IA00014291 » |                | 1978      | Chapelle Saint-Claude                                        |
| Chapelle Sainte-Gertrude                                     | Échevannes               | 47° 04′ 28″ nord, 6° 13′ 45″ est         | « IA00014506 » |                | 1980      | Chapelle Sainte-Gertrude                                     |
| Chapelle Saint-Maximin                                       | Foucherans               | 47° 10′ 03″ nord, 6° 07′ 50″ est         | « IA00014513 » |                | 1976      | Chapelle Saint-Maximin                                       |
| Chapelle Saint-Roch                                          | Frasne                   | 46° 52′ 51″ nord, 6° 08′ 50″ est         | « IA00014065 » |                | 1975      | Chapelle Saint-Roch                                          |
| Chapelle Notre-Dame-de-Pitié                                 | Goux-les-Usiers          | 46° 58′ 20″ nord, 6° 16′ 32″ est         | « IA00014070 » |                | 1975      | Chapelle Notre-Dame-de-Pitié                                 |
| Chapelle Saint-Joseph                                        | Grand'Combe-Châteleu     | 47° 01′ 24″ nord, 6° 33′ 56″ est         | « IA00013842 » |                | 1974      | Chapelle Saint-Joseph                                        |
| Chapelle Notre-Dame-des-Ermites                              | Grand'Combe-Châteleu     | 47° 01′ 51″ nord, 6° 35′ 34″ est         | « IA00013843 » |                | 1974      | Chapelle Notre-Dame-des-Ermites                              |
| Chapelle Notre-Dame-du-Hameau                                | Grand'Combe-Châteleu     | 47° 01′ 19″ nord, 6° 32′ 14″ est         | « IA00014123 » |                | 1974      | Chapelle Notre-Dame-du-Hameau                                |
| Chapelle                                                     | Granges-Narboz           | 46° 52′ 51″ nord, 6° 18′ 55″ est         | « IA00014302 » |                | 1978      | Chapelle                                                     |
| Chapelle de la Vierge                                        | Guyans-Durnes            | 47° 07′ 14″ nord, 6° 14′ 20″ est         | « IA00014520 » |                | 1980      | Chapelle de la Vierge                                        |
| Chapelle de la Vierge                                        | Houtaud                  | 46° 55′ 18″ nord, 6° 17′ 35″ est         | « IA00014323 » |                | 1978      | Chapelle de la Vierge                                        |
| Chapelle Saint-Claude                                        | Jougne                   | 46° 45′ 45″ nord, 6° 24′ 34″ est         | « IA00014176 » |                | 1986      | Chapelle Saint-Claude                                        |
| Chapelle Saint-Théodule                                      | Labergement-Sainte-Marie | 46° 47′ 07″ nord, 6° 16′ 16″ est         | « IA00014179 » |                | 1986      | Chapelle Saint-Théodule                                      |
| Chapelle de l'Assomption                                     | La Cluse-et-Mijoux       | 46° 51′ 43″ nord, 6° 23′ 30″ est         | « IA00014275 » |                | 1978      | Chapelle de l'Assomption                                     |
| Chapelle Saint-Claude                                        | La Cluse-et-Mijoux       | 46° 50′ 09″ nord, 6° 22′ 16″ est         | « IA00014273 » |                | 1978      | Chapelle Saint-Claude                                        |
| Chapelle Saint-Jacques                                       | La Rivière-Drugeon       | 46° 52′ 05″ nord, 6° 12′ 54″ est         | « IA00014410 » |                | 1978      | Chapelle Saint-Jacques                                       |
| Chapelle Sainte-Anne                                         | Le Crouzet               | 46° 42′ 12″ nord, 6° 08′ 14″ est         | « IA00014159 » |                | 1986      | Chapelle Sainte-Anne                                         |
| Chapelle de la Vierge                                        | Les Fins                 | 47° 04′ 35″ nord, 6° 37′ 37″ est         | « IA00013848 » |                | 1974      | Chapelle de la Vierge                                        |
| Chapelle Notre-Dame-auxiliatrice                             | L'Hôpital-du-Grosbois    | 47° 10′ 26″ nord, 6° 12′ 37″ est         | « IA00014527 » |                | 1976      | Chapelle Notre-Dame-auxiliatrice                             |
| Chapelle sainte Barbe                                        | Maison-du-Bois           | 46° 44′ 22″ nord, 6° 13′ 49″ est         | « IA00014132 » |                | 1986      | Chapelle sainte Barbe                                        |
| Chapelle Notre-Dame                                          | Montflovin               | 46° 59′ 13″ nord, 6° 26′ 48″ est         | « IA00013836 » |                | 1973      | Chapelle Notre-Dame                                          |
| Chapelle Sainte-Anne                                         | Montlebon                | 47° 00′ 28″ nord, 6° 36′ 52″ est         | « IA00013852 » |                | 1974      | Chapelle Sainte-Anne                                         |
| Chapelle Saint-Laurent                                       | Montlebon                | 47° 02′ 37″ nord, 6° 37′ 11″ est         | « IA00013856 » |                | 1974      | Chapelle Saint-Laurent                                       |
| Chapelle de la vue du lac                                    | Montperreux              | 46° 49′ 44″ nord, 6° 20′ 32″ est         | « IA00014328 » |                | 1979      | Chapelle de la vue du lac                                    |
| Chapelle Notre-Dame-des-Anges                                | Ouhans                   | 47° 00′ 07″ nord, 6° 17′ 56″ est         | « IA00014437 » |                | 1973      | Chapelle Notre-Dame-des-Anges                                |
| Chapelle Saint-Antide                                        | Petite-Chaux             | 46° 41′ 34″ nord, 6° 09′ 52″ est         | « IA00014198 » |                | 1986      | Chapelle Saint-Antide                                        |
| Chapelle Notre-Dame-de-l'Espérance                           | Pontarlier               | 46° 53′ 47″ nord, 6° 21′ 25″ est         | « IA00014405 » |                | 1978      | Chapelle Notre-Dame-de-l'Espérance                           |
| Chapelle des Étraches                                        | Pontarlier               | 46° 56′ 13″ nord, 6° 25′ 22″ est         | « IA00014403 » |                | 1978      | Chapelle des Étraches                                        |
| Chapelle Notre-Dame de Montaucivey                           | Rougemont                | 47° 28′ 18″ nord, 6° 21′ 10″ est         | « IA25000873 » |                | 2010      | Chapelle Notre-Dame de Montaucivey                           |
| Chapelle Notre-Dame-du-Bon-Secours                           | Sainte-Colombe           | 46° 52′ 17″ nord, 6° 16′ 02″ est         | « IA00014418 » |                | 1978      | Chapelle Notre-Dame-du-Bon-Secours                           |
| Chapelle de pèlerinage Notre-Dame-du-Chêne                   | Scey-Maisières           | 47° 06′ 46″ nord, 6° 06′ 30″ est         | « IA00014718 » |                | 1980      | Chapelle de pèlerinage Notre-Dame-du-Chêne                   |
| Chapelle du Dieu-de-Pitié                                    | Scey-Maisières           | 47° 06′ 02″ nord, 6° 04′ 36″ est         | « IA00014716 » |                | 1980      | Chapelle du Dieu-de-Pitié                                    |
| Chapelle Notre-Dame (Chapelle du Croc)                       | Scey-Maisières           | 47° 06′ 25″ nord, 6° 03′ 44″ est         | « IA00014724 » |                | 1980      | Chapelle Notre-Dame (Chapelle du Croc)                       |
| Chapelle Saint-Joseph                                        | Ville-du-Pont            | 47° 00′ 10″ nord, 6° 28′ 38″ est         | « IA00013839 » |                | 1973      | Chapelle Saint-Joseph                                        |
| Chapelle Saint-Georges                                       | Vuillecin                | 46° 56′ 29″ nord, 6° 20′ 04″ est         | « IA00014436 » |                | 1978      | Chapelle Saint-Georges                                       |
| Chapelle Saint-Lazare                                        | Vuillecin                | 46° 57′ 27″ nord, 6° 20′ 23″ est         | « IA00014432 » |                | 1979      | Chapelle Saint-Lazare                                        |
| Chapelle de Bonne Fontaine                                   | Abbenans                 | 47° 29′ 22″ nord, 6° 26′ 27″ est         |                |                |           | Chapelle de Bonne Fontaine                                   |
| Chapelle de Antonins                                         | Besançon                 | 47° 14′ 15″ nord, 6° 01′ 16″ est         |                |                |           | Chapelle de Antonins                                         |
| Chapelle des Clarisses                                       | Besançon                 | 47° 13′ 55″ nord, 6° 01′ 40″ est         |                |                |           | Chapelle des Clarisses                                       |
| Chapelle de la Visitation                                    | Besançon                 | 47° 14′ 10″ nord, 6° 01′ 50″ est         |                |                |           | Chapelle de la Visitation                                    |
| Chapelle du Bon Pasteur                                      | Arbouans                 | 47° 29′ 21,887″ nord, 6° 48′ 36,529″ est |                |                |           | Chapelle du Bon Pasteur                                      |
| Chapelle de la Combe                                         | Belleherbe               | 47° 15′ 36″ nord, 6° 39′ 06″ est         |                |                |           | Chapelle de la Combe                                         |
| Chapelle de la Violette                                      | Belleherbe               | 47° 15′ 12″ nord, 6° 36′ 57″ est         |                |                |           | Chapelle de la Violette                                      |
| Chapelle Saint-Roch                                          | Charquemont              | 47° 12′ 27″ nord, 6° 49′ 46″ est         |                |                |           | Chapelle Saint-Roch                                          |
| Chapelle Notre-Dame des Ermites au Bief d’Etoz               | Charmauvillers           | 47° 13′ 43″ nord, 6° 55′ 35″ est         |                |                |           | Chapelle Notre-Dame des Ermites au Bief d’Etoz               |
| Chapelle Saint-Roch du Prélot                                | Damprichard              | 47° 14′ 11″ nord, 6° 52′ 06″ est         |                |                |           | Chapelle Saint-Roch du Prélot                                |
| Chapelle Notre-Dame-de-Bon-Secours des Louisot               | Fournet-Blancheroche     | 47° 09′ 26″ nord, 6° 48′ 41″ est         |                |                |           | Chapelle Notre-Dame-de-Bon-Secours des Louisot               |
| Chapelle des sources d'Arcier                                | Vaire-Arcier             | 47° 16′ 07″ nord, 6° 07′ 05″ est         |                |                |           | Chapelle des sources d'Arcier                                |
| Chapelle de la Grotte des Essarts                            | Arc-et-Senans            | 47° 02′ 17″ nord, 5° 46′ 20″ est         |                |                |           | Chapelle de la Grotte des Essarts                            |
| Chapelle Saint-Hyppolite                                     | Arguel                   | 47° 11′ 57″ nord, 6° 00′ 09″ est         |                |                |           | Chapelle Saint-Hyppolite                                     |
| Chapelle Notre-Dame de Sous Roches                           | Valentigney              | 47° 28′ 23″ nord, 6° 49′ 50″ est         |                |                |           | Chapelle Notre-Dame de Sous Roches                           |
| Chapelle du Sacré-Cœur                                       | Arc-et-Senans            | 47° 01′ 51,812″ nord, 5° 46′ 15,809″ est |                |                |           | Chapelle du Sacré-Cœur                                       |
| Chapelle                                                     | Berthelange              | 47° 11′ 52″ nord, 5° 46′ 49″ est         |                |                |           | Chapelle                                                     |
| Chapelle Saint-Étienne de la Citadelle                       | Besançon                 | 47° 13′ 45″ nord, 6° 02′ 07″ est         |                |                |           | Chapelle Saint-Étienne de la Citadelle                       |
| Chapelle Notre-Dame-des-Sept-Douleurs                        | Besançon                 | 47° 13′ 51″ nord, 5° 59′ 27″ est         |                |                |           | Chapelle Notre-Dame-des-Sept-Douleurs                        |
| Chapelle Sainte-Thérèse                                      | Besançon                 | 47° 13′ 45″ nord, 6° 00′ 34″ est         |                |                |           | Chapelle Sainte-Thérèse                                      |
| Chapelle du Lycée Pasteur                                    | Besançon                 | 47° 14′ 16″ nord, 6° 01′ 10″ est         |                |                |           | Chapelle du Lycée Pasteur                                    |
| Chapelle Notre-Dame des Buis                                 | Besançon                 | 47° 13′ 12″ nord, 6° 03′ 00″ est         |                |                |           | Chapelle Notre-Dame des Buis                                 |
| Chapelle Saint-Jean-Bosco                                    | Besançon                 | 47° 15′ 09″ nord, 6° 01′ 22″ est         |                |                |           | Chapelle Saint-Jean-Bosco                                    |
| Chapelle Notre-Dame-du-Foyer                                 | Besançon                 | 47° 15′ 15″ nord, 6° 01′ 38″ est         |                |                |           | Chapelle Notre-Dame-du-Foyer                                 |
| Chapelle du couvent des Petites Sœurs des Pauvres            | Besançon                 | 47° 14′ 09″ nord, 6° 01′ 22″ est         |                |                |           | Chapelle du couvent des Petites Sœurs des Pauvres            |
| Chapelle du Fort Griffon                                     | Besançon                 | 47° 14′ 36″ nord, 6° 01′ 09″ est         |                |                |           | Chapelle du Fort Griffon                                     |
| Chapelle Saint-Léger                                         | Bouclans                 | 47° 15′ 06,836″ nord, 6° 14′ 09,87″ est  |                |                |           | Chapelle Saint-Léger                                         |
| Chapelle du Saucet                                           | Bretonvillers            | 47° 12′ 34″ nord, 6° 36′ 38″ est         |                |                |           | Chapelle du Saucet                                           |
| Chapelle Saint-Claude                                        | Charmoille               | 47° 14′ 53″ nord, 6° 39′ 07″ est         |                |                |           | Chapelle Saint-Claude                                        |
| Chapelle de Cubry                                            | Cubry                    | 47° 29′ 29″ nord, 6° 25′ 37″ est         |                |                |           | Chapelle de Cubry                                            |
| Chapelle du Château de Bournel                               | Cubry                    | 47° 29′ 20″ nord, 6° 24′ 56″ est         |                |                |           | Chapelle du Château de Bournel                               |
| Chapelle du Lavot                                            | Fournets-Luisans         | 47° 04′ 43″ nord, 6° 32′ 09″ est         |                |                |           | Chapelle du Lavot                                            |
| Chapelle Notre-Dame de Fatima                                | Frasne                   | 46° 50′ 04,45″ nord, 6° 09′ 20,59″ est   |                |                |           | Chapelle Notre-Dame de Fatima                                |
| Chapelle Sainte-Anne                                         | Gilley                   | 47° 02′ 46″ nord, 6° 28′ 40″ est         |                |                |           | Chapelle Sainte-Anne                                         |
| Chapelle Saint-Roch                                          | Le Russey                | 47° 09′ 33″ nord, 6° 43′ 23″ est         |                |                |           | Chapelle Saint-Roch                                          |
| Chapelle Notre-Dame-d'Einsiedeln                             | Nancray                  | 47° 14′ 18″ nord, 6° 11′ 04″ est         |                |                |           | Chapelle Notre-Dame-d'Einsiedeln                             |
| Chapelle Sainte-Maria-Goretti                                | Nans                     | 47° 28′ 28″ nord, 6° 24′ 39″ est         |                |                |           | Chapelle Sainte-Maria-Goretti                                |
| Chapelle Notre-Dame-des-Côtes                                | Oye-et-Pallet            | 46° 51′ 33″ nord, 6° 20′ 14″ est         |                |                |           | Chapelle Notre-Dame-des-Côtes                                |
| Chapelle du Sausset                                          | Passonfontaine           | 47° 05′ 32″ nord, 6° 25′ 25″ est         |                |                |           | Chapelle du Sausset                                          |
| Chapelle Notre-Dame-de-Lourdes                               | Saint-Julien-lès-Russey  | 47° 12′ 46″ nord, 6° 43′ 28″ est         |                |                |           | Chapelle Notre-Dame-de-Lourdes                               |
| Chapelle Notre-Dame-des-Champs                               | Anteuil                  | 47° 22′ 57,529″ nord, 6° 35′ 00,15″ est  |                |                |           | Chapelle Notre-Dame-des-Champs                               |
| Chapelle de la Combe Violot                                  | Anteuil                  | 47° 22′ 30″ nord, 6° 32′ 26″ est         |                |                |           | Chapelle de la Combe Violot                                  |
| Chapelle Saint-Hilaire                                       | Rougemont                | 47° 28′ 51″ nord, 6° 20′ 39″ est         |                |                |           | Chapelle Saint-Hilaire                                       |
| Chapelle Saint-Laurent de Tournedoz                          | Anteuil                  | 47° 22′ 21,043″ nord, 6° 36′ 28,789″ est |                |                |           | Chapelle Saint-Laurent de Tournedoz                          |
| Chapelle Sainte-Philomène                                    | Les Hôpitaux-Vieux       | 46° 47′ 23″ nord, 6° 22′ 11″ est         |                |                |           | Chapelle Sainte-Philomène                                    |
| Chapelle Notre-Dame-du-Mont                                  | Thoraise                 | 47° 10′ 01,47″ nord, 5° 54′ 44,66″ est   |                |                |           | Chapelle Notre-Dame-du-Mont                                  |
| Chapelle Sainte-Anne                                         | Les Fontenelles          | 47° 11′ 54″ nord, 6° 44′ 18″ est         |                |                |           | Chapelle Sainte-Anne                                         |
| Chapelle Notre-Dame-du-Mont                                  | Saint-Hippolyte          | 47° 19′ 37″ nord, 6° 48′ 57″ est         |                |                |           | Chapelle Notre-Dame-du-Mont                                  |
| Chapelle de la Vierge                                        | Uzelle                   | 47° 27′ 47″ nord, 6° 25′ 38″ est         |                |                |           | Chapelle de la Vierge                                        |
| Chapelle du Tourillot                                        | Les Fourgs               | 46° 49′ 52″ nord, 6° 24′ 48″ est         |                |                |           | Chapelle du Tourillot                                        |
| Chapelle Sainte-Anne                                         | Belvoir                  | 47° 19′ 21″ nord, 6° 36′ 00″ est         |                |                |           | Chapelle Sainte-Anne                                         |
| Chapelle Saint-Roch et Saint-Sébastien                       | Bief                     | 47° 19′ 38″ nord, 6° 46′ 02″ est         |                |                |           | Chapelle Saint-Roch et Saint-Sébastien                       |
| Chapelle du Mont                                             | Chaffois                 | 46° 54′ 55″ nord, 6° 16′ 34″ est         |                |                |           | Chapelle du Mont                                             |
| Chapelle d'Aibre                                             | Aibre                    | 47° 32′ 53″ nord, 6° 41′ 29″ est         |                |                |           | Chapelle d'Aibre                                             |
| Chapelle Notre-Dame des Aventures                            | Bolandoz                 | 47° 00′ 51″ nord, 6° 05′ 59″ est         |                |                |           | Chapelle Notre-Dame des Aventures                            |
| Chapelle dédiée à Jean-Antoine Demontrond                    | Bolandoz                 | 47° 01′ 06″ nord, 6° 06′ 28″ est         |                |                |           | Chapelle dédiée à Jean-Antoine Demontrond                    |
| Chapelle de Bléfond                                          | Bléfond                  | 47° 19′ 19″ nord, 6° 20′ 20″ est         |                |                |           | Chapelle de Bléfond                                          |
| Chapelle de Champlive                                        | Champlive                | 47° 17′ 22″ nord, 6° 14′ 50″ est         |                |                |           | Chapelle de Champlive                                        |
| Chapelle de Mambouhans                                       | Dambelin                 | 47° 22′ 25″ nord, 6° 39′ 21″ est         |                |                |           | Chapelle de Mambouhans                                       |
| Chapelle de Marvelise                                        | Marvelise                | 47° 31′ 41″ nord, 6° 35′ 23″ est         |                |                |           | Chapelle de Marvelise                                        |
| Chapelle des Anges                                           | Maîche                   | 47° 14′ 54″ nord, 6° 48′ 01″ est         |                |                |           | Chapelle des Anges                                           |
| Chapelle Sainte-Anne du Plain                                | Fessevillers             | 47° 17′ 29″ nord, 6° 56′ 21″ est         |                |                |           | Chapelle Sainte-Anne du Plain                                |
| Chapelle Saint-Nicolas                                       | Aïssey                   | 47° 16′ 03″ nord, 6° 20′ 07″ est         |                |                |           | Chapelle Saint-Nicolas                                       |
| Chapelle Sainte Radegonde                                    | Vennes                   | 47° 09′ 35″ nord, 6° 31′ 41″ est         |                |                |           | Chapelle Sainte Radegonde                                    |
| Chapelle de Berche                                           | Berche                   | 47° 28′ 34″ nord, 6° 44′ 26″ est         |                |                |           | Chapelle de Berche                                           |
| Chapelle-abri des échelles de la Mort                        | Charquemont              | 47° 11′ 11″ nord, 6° 52′ 24″ est         |                |                |           | Chapelle-abri des échelles de la Mort                        |
| Chapelle Sainte-Anne                                         | Crosey-le-Grand          | 47° 21′ 30″ nord, 6° 31′ 26″ est         |                |                |           | Chapelle Sainte-Anne                                         |
| Chapelle de Montoille                                        | Deluz                    | 47° 17′ 40″ nord, 6° 11′ 37″ est         |                |                |           | Chapelle de Montoille                                        |
| Chapelle de Dung                                             | Dung                     | 47° 30′ 17″ nord, 6° 45′ 17″ est         |                |                |           | Chapelle de Dung                                             |
| Chapelle d'Étray                                             | Étray                    | 47° 07′ 40″ nord, 6° 20′ 45″ est         |                |                |           | Chapelle d'Étray                                             |
| Chapelle Notre-Dame                                          | Exincourt                | 47° 29′ 54″ nord, 6° 50′ 03″ est         |                |                |           | Chapelle Notre-Dame                                          |
| Chapelle de Ferrières-le-Lac                                 | Ferrières-le-Lac         | 47° 16′ 03″ nord, 6° 53′ 31″ est         |                |                |           | Chapelle de Ferrières-le-Lac                                 |
| Chapelle de la Trinité                                       | Gondenans-les-Moulins    | 47° 27′ 56″ nord, 6° 23′ 01″ est         |                |                |           | Chapelle de la Trinité                                       |
| Chapelle de Gondenans                                        | Gondenans-Montby         | 47° 25′ 55″ nord, 6° 27′ 14″ est         |                |                |           | Chapelle de Gondenans                                        |
| Chapelle de 1899                                             | Gouhelans                | 47° 27′ 21″ nord, 6° 21′ 18″ est         |                |                |           | Chapelle de 1899                                             |
| Chapelle Sainte-Anne                                         | Gouhelans                | 47° 27′ 22″ nord, 6° 21′ 16″ est         |                |                |           | Chapelle Sainte-Anne                                         |
| Chapelle Saint-Ursanne                                       | Indevillers              | 47° 18′ 36″ nord, 6° 57′ 29″ est         |                |                |           | Chapelle Saint-Ursanne                                       |
| Chapelle Saint-Léger                                         | La Cluse-et-Mijoux       | 46° 52′ 23″ nord, 6° 22′ 39″ est         |                |                |           | Chapelle Saint-Léger                                         |
| Chapelle de La Ferrière                                      | Jougne                   | 46° 44′ 32″ nord, 6° 22′ 47″ est         |                |                |           | Chapelle de La Ferrière                                      |
| Chapelle du Bizot                                            | Le Bizot                 | 47° 08′ 05″ nord, 6° 40′ 09″ est         |                |                |           | Chapelle du Bizot                                            |
| Chapelle du Moutherot                                        | Le Moutherot             | 47° 14′ 36″ nord, 5° 44′ 00″ est         |                |                |           | Chapelle du Moutherot                                        |
| Chapelle des Combottes                                       | Le Puy                   | 47° 20′ 39″ nord, 6° 14′ 25″ est         |                |                |           | Chapelle des Combottes                                       |
| Chapelle Notre-Dame de Bonsecours                            | Mandeure                 | 47° 26′ 59″ nord, 6° 47′ 50″ est         |                |                |           | Chapelle Notre-Dame de Bonsecours                            |
| Chapelle de Saint-Symphorien                                 | Mathay                   | 47° 27′ 31″ nord, 6° 48′ 00″ est         |                |                |           | Chapelle de Saint-Symphorien                                 |
| Chapelle Notre Dame des Champs                               | Mathay                   | 47° 26′ 10″ nord, 6° 46′ 56″ est         |                |                |           | Chapelle Notre Dame des Champs                               |
| Chapelle de Mésandans                                        | Mésandans                | 47° 25′ 53″ nord, 6° 22′ 11″ est         |                |                |           | Chapelle de Mésandans                                        |
| Chapelle Saint-Pierre-et-Saint-Paul                          | Morteau                  | 47° 03′ 23″ nord, 6° 36′ 38″ est         |                |                |           | Chapelle Saint-Pierre-et-Saint-Paul                          |
| Chapelle du cimetière                                        | Nancray                  | 47° 14′ 42″ nord, 6° 11′ 19″ est         |                |                |           | Chapelle du cimetière                                        |
| Chapelle Saint-Ursin                                         | Neuchâtel-Urtière        | 47° 22′ 39″ nord, 6° 43′ 39″ est         |                |                |           | Chapelle Saint-Ursin                                         |
| Chapelle d'Ougney-les-Champs                                 | Ougney-Douvot            | 47° 19′ 19″ nord, 6° 16′ 42″ est         |                |                |           | Chapelle d'Ougney-les-Champs                                 |
| Chapelle de Placey                                           | Placey                   | 47° 15′ 36″ nord, 5° 50′ 52″ est         |                |                |           | Chapelle de Placey                                           |
| Chapelle du couvent des Capucins                             | Pontarlier               | 46° 54′ 25″ nord, 6° 21′ 03″ est         |                |                |           | Chapelle du couvent des Capucins                             |
| Chapelle de la Confrérie de la Croix                         | Quingey                  | 47° 06′ 13″ nord, 5° 52′ 59″ est         |                |                |           | Chapelle de la Confrérie de la Croix                         |
| Chapelle de Rennes-sur-Loue                                  | Rennes-sur-Loue          | 47° 00′ 41″ nord, 5° 51′ 11″ est         |                |                |           | Chapelle de Rennes-sur-Loue                                  |
| Chapelle Saint-Joseph                                        | Reugney                  | 47° 00′ 49″ nord, 6° 09′ 23″ est         |                |                |           | Chapelle Saint-Joseph                                        |
| Chapelle Sainte-Geneviève                                    | Rigney                   | 47° 22′ 53″ nord, 6° 10′ 23″ est         |                |                |           | Chapelle Sainte-Geneviève                                    |
| Chapelle de Rillans                                          | Rillans                  | 47° 24′ 44″ nord, 6° 21′ 54″ est         |                |                |           | Chapelle de Rillans                                          |
| Chapelle de Romain                                           | Romain                   | 47° 26′ 40″ nord, 6° 22′ 30″ est         |                |                |           | Chapelle de Romain                                           |
| Chapelle de La Rochotte                                      | Rosureux                 | 47° 12′ 34″ nord, 6° 40′ 48″ est         |                |                |           | Chapelle de La Rochotte                                      |
| Chapelle Notre Dame des Douleurs                             | Sainte-Marie             | 47° 30′ 36″ nord, 6° 41′ 47″ est         |                |                |           | Chapelle Notre Dame des Douleurs                             |
| Chapelle Sainte-Anne                                         | Saraz                    | 46° 59′ 49″ nord, 5° 59′ 03″ est         |                |                |           | Chapelle Sainte-Anne                                         |
| Chapelle Saint-Erminfroy                                     | Cusance                  | 47° 19′ 29″ nord, 6° 26′ 23″ est         |                |                |           | Chapelle Saint-Erminfroy                                     |
| Chapelle Notre-Dame                                          | Vellerot-lès-Belvoir     | 47° 21′ 07″ nord, 6° 36′ 00″ est         |                |                |           | Chapelle Notre-Dame                                          |
| Chapelle Notre-Dame des Malades                              | Vercel                   | 47° 11′ 08″ nord, 6° 25′ 53″ est         |                |                |           | Chapelle Notre-Dame des Malades                              |
| Chapelle du vernoy                                           | Le Vernoy                | 47° 33′ 34″ nord, 6° 40′ 34″ est         |                |                |           | Chapelle du vernoy                                           |
| Chapelle de Grandfontaine                                    | Grandfontaine (Doubs)    | 47° 11′ 50″ nord, 5° 54′ 08″ est         |                |                |           | Chapelle de Grandfontaine                                    |
| Chapelle Notre-Dame de Bon Secours                           | Grandfontaine-sur-Creuse | 47° 11′ 35″ nord, 6° 27′ 15″ est         |                |                |           | Chapelle Notre-Dame de Bon Secours                           |
| Chapelle de Saint-Loup                                       | Malans                   | 47° 02′ 06″ nord, 6° 01′ 29″ est         |                |                |           | Chapelle de Saint-Loup                                       |
| Chapelle de La Vierge Noire                                  | Mamirolle                | 47° 11′ 45″ nord, 6° 10′ 00″ est         |                |                |           | Chapelle de La Vierge Noire                                  |
| Chapelle de Vau-Navier                                       | Arc-sous-Cicon           | 47° 02′ 41″ nord, 6° 21′ 23″ est         |                |                |           | Chapelle de Vau-Navier                                       |
| Chapelle Saint-Ermenfroi                                     | Santoche                 | 47° 24′ 16″ nord, 6° 30′ 28″ est         |                |                |           | Chapelle Saint-Ermenfroi                                     |
| Chapelle d'Onans                                             | Onans                    | 47° 29′ 28″ nord, 6° 36′ 39″ est         |                |                |           | Chapelle d'Onans                                             |
| Chapelle Notre-Dame-libératrice                              | Aubonne                  | 47° 01′ 56″ nord, 6° 19′ 29″ est         |                |                |           | Chapelle Notre-Dame-libératrice                              |
| Chapelle de la Vierge                                        | Cendrey                  | 47° 24′ 23″ nord, 6° 14′ 30″ est         |                |                |           | Chapelle de la Vierge                                        |
| Chapelle Notre-Dame de Lourdes                               | Frasne                   | 46° 50′ 58″ nord, 6° 08′ 52″ est         |                |                |           | Chapelle Notre-Dame de Lourdes                               |
| Chapelle de la Salette                                       | Doubs                    | 46° 55′ 55″ nord, 6° 21′ 54″ est         |                |                |           | Chapelle de la Salette                                       |
| Chapelle de Rahon                                            | Rahon                    | 47° 19′ 27″ nord, 6° 35′ 24″ est         |                |                |           | Chapelle de Rahon                                            |
| Chapelle Saint-Guérin                                        | Chaudefontaine           | 47° 20′ 27″ nord, 6° 09′ 37″ est         |                |                |           | Chapelle Saint-Guérin                                        |
| Chapelle Bacchus                                             | Besançon                 | 47° 13′ 59″ nord, 6° 01′ 39″ est         |                |                |           | Chapelle Bacchus                                             |
| Chapelle Saint-Maximin                                       | Belvoir                  | 47° 19′ 04″ nord, 6° 36′ 42″ est         |                |                |           | Chapelle Saint-Maximin                                       |
| Chapelle du Forbonnet                                        | Bonnevaux                | 46° 48′ 40″ nord, 6° 11′ 12″ est         |                |                |           | Chapelle du Forbonnet                                        |
| Chapelle du Reposoir                                         | Clerval                  | 47° 23′ 11″ nord, 6° 30′ 16″ est         |                |                |           | Chapelle du Reposoir                                         |
| Chapelle de Laramey                                          | Gennes                   | 47° 14′ 33″ nord, 6° 08′ 54″ est         |                |                |           | Chapelle de Laramey                                          |
| Chapelle                                                     | La Grange                | 47° 16′ 49″ nord, 6° 39′ 54″ est         |                |                |           | Chapelle                                                     |
| Chapelle de la Roche de Hautepierre                          | Hautepierre-le-Châtelet  | 47° 02′ 58″ nord, 6° 17′ 01″ est         |                |                |           | Chapelle de la Roche de Hautepierre                          |
| Chapelle de Laissey                                          | Laissey                  | 47° 17′ 53″ nord, 6° 14′ 02″ est         |                |                |           | Chapelle de Laissey                                          |
| Chapelle de tolérance Saint-André                            | Larnod                   | 47° 11′ 14″ nord, 5° 58′ 23″ est         |                |                |           | Chapelle de tolérance Saint-André                            |
| Chapelle du couvent de la Marne                              | Montferrand-le-Château   | 47° 11′ 32″ nord, 5° 55′ 01″ est         |                |                |           | Chapelle du couvent de la Marne                              |
| Chapelle du cimetière de la Marne                            | Montferrand-le-Château   | 47° 11′ 37″ nord, 5° 55′ 03″ est         |                |                |           | Chapelle du cimetière de la Marne                            |
| Chapelle du couvent des Dominicaines de Béthanie du Mont     | Montferrand-le-Château   | 47° 11′ 05″ nord, 5° 53′ 55″ est         |                |                |           | Chapelle du couvent des Dominicaines de Béthanie du Mont     |
| Chapelle                                                     | Dammartin-les-Templiers  | 47° 16′ 30″ nord, 6° 16′ 21″ est         |                |                |           | Chapelle                                                     |
| Chapelle                                                     | L'Hôpital-Saint-Lieffroy | 47° 23′ 55″ nord, 6° 27′ 28″ est         |                |                |           | Chapelle                                                     |
| Chapelle Notre-Dame d'Aigremont                              | Roulans                  | 47° 18′ 28″ nord, 6° 13′ 34″ est         |                |                |           | Chapelle Notre-Dame d'Aigremont                              |
| Chapelle de la Vierge-Marie                                  | Sancey                   | 47° 17′ 33″ nord, 6° 34′ 54″ est         |                |                |           | Chapelle de la Vierge-Marie                                  |
| Chapelle du cimetière                                        | Torpes (Doubs)           | 47° 10′ 14″ nord, 5° 53′ 15″ est         |                |                |           | Chapelle du cimetière                                        |
| Chapelle Brachotte                                           | Valdahon                 | 47° 09′ 15″ nord, 6° 20′ 33″ est         |                |                |           | Chapelle Brachotte                                           |
| Chapelle du camp                                             | Valdahon                 | 47° 09′ 13″ nord, 6° 19′ 27″ est         |                |                |           | Chapelle du camp                                             |
| Chapelle                                                     | Hyémondans               | 47° 23′ 14″ nord, 6° 38′ 52″ est         |                |                |           | Chapelle                                                     |
| Chapelle Saint-Antide                                        | Ruffey-le-Château        | 47° 17′ 02″ nord, 5° 47′ 39″ est         |                |                |           | Chapelle Saint-Antide                                        |
| Chapelle de cimetière                                        | Saint-Juan               | 47° 17′ 36″ nord, 6° 21′ 27″ est         |                |                |           | Chapelle de cimetière                                        |
| Chapelle de l'Annonciation                                   | Randevillers             | 47° 18′ 39″ nord, 6° 31′ 31″ est         |                |                |           | Chapelle de l'Annonciation                                   |
| Chapelle Notre-Dame dite chapelle des Étangs de Chazot       | Chazot                   | 47° 19′ 33″ nord, 6° 32′ 34″ est         |                |                |           | Chapelle Notre-Dame dite chapelle des Étangs de Chazot       |
| Chapelle du Saint-Sépulcre                                   | Baume-les-Dames          | 47° 21′ 17″ nord, 6° 21′ 45″ est         |                |                |           | Chapelle du Saint-Sépulcre                                   |
| Chapelle Saint-Pierre                                        | Lougres                  | 47° 28′ 08″ nord, 6° 41′ 05″ est         |                |                |           | Chapelle Saint-Pierre                                        |
| Chapelle dite de Ranguevelle de la Ramée                     | Passavant                | 47° 16′ 41″ nord, 6° 24′ 00″ est         |                |                |           | Chapelle dite de Ranguevelle de la Ramée                     |
| Chapelle Sainte-Anne de Vermondans                           | Pont-de-Roide-Vermondans | 47° 23′ 20″ nord, 6° 45′ 24″ est         |                |                |           | Chapelle Sainte-Anne de Vermondans                           |
| Chapelle Saint-Gras                                          | Péseux                   | 47° 18′ 55″ nord, 6° 40′ 20″ est         |                |                |           | Chapelle Saint-Gras                                          |
| Chapelle de la Roche                                         | Provenchère              | 47° 18′ 00″ nord, 6° 39′ 26″ est         |                |                |           | Chapelle de la Roche                                         |
| Chapelle castrale                                            | Roche-lez-Beaupré        | 47° 16′ 49″ nord, 6° 05′ 25″ est         |                |                |           | Chapelle castrale                                            |
| Chapelle aux croix de bois                                   | Vauclusotte              | 47° 16′ 44″ nord, 6° 44′ 08″ est         |                |                |           | Chapelle aux croix de bois                                   |
| Chapelle Sainte-Anne                                         | Soye                     | 47° 26′ 42″ nord, 6° 29′ 38″ est         |                |                |           | Chapelle Sainte-Anne                                         |
| Chapelle Saint-Claude                                        | Villers-Chief            | 47° 13′ 50″ nord, 6° 27′ 17″ est         |                |                |           | Chapelle Saint-Claude                                        |
| Chapelle Saint-Claude                                        | Villers-la-Combe         | 47° 14′ 02″ nord, 6° 27′ 41″ est         |                |                |           | Chapelle Saint-Claude                                        |
| Chapelle du prieuré de Vuillorbe                             | Glamondans               | 47° 15′ 50″ nord, 6° 16′ 05″ est         |                |                |           | Chapelle du prieuré de Vuillorbe                             |
| Chapelle d'Orve                                              | Orve                     | 47° 19′ 40″ nord, 6° 33′ 03″ est         |                |                |           | Chapelle d'Orve                                              |
| Chapelle Saint-Waast                                         | Cussey-sur-l'Ognon       | 47° 20′ 08″ nord, 5° 56′ 28″ est         |                |                |           | Chapelle Saint-Waast                                         |
| Chapelle de la Mission                                       | École-Valentin           | 47° 16′ 14″ nord, 5° 58′ 53″ est         |                |                |           | Chapelle de la Mission                                       |
| Chapelle du cimetière d'Auxon-Dessous                        | Les Auxons               | 47° 18′ 04″ nord, 5° 57′ 07″ est         |                |                |           | Chapelle du cimetière d'Auxon-Dessous                        |
| Chapelle Notre-Dame-des-Sept-Douleurs                        | Courvières               | 46° 52′ 17″ nord, 6° 06′ 11″ est         | « IA00014240 » |                | 1975      | Chapelle Notre-Dame-des-Sept-Douleurs                        |
| Chapelle Notre-Dame-du-Sacré-Cœur du Planot                  | Fournet-Blancheroche     | 47° 09′ 24″ nord, 6° 50′ 18″ est         |                |                |           | Image manquante Téléverser                                   |
| Chapelle Notre-Dame-du-Bon-Accueil du Charmontet             | Grand-Charmont           | 47° 31′ 24″ nord, 6° 49′ 21″ est         |                |                |           | Image manquante Téléverser                                   |
| Chapelle Notre-Dame de Chatey                                | Pont-de-Roide-Vermondans | 47° 22′ 27″ nord, 6° 46′ 20″ est         |                |                |           | Image manquante Téléverser                                   |
| Chapelle                                                     | Soye                     | 47° 26′ 55″ nord, 6° 30′ 13″ est         |                |                |           | Image manquante Téléverser                                   |
| Chapelle Notre-Dame-du-Carmel                                | Trévillers               | 47° 17′ 10″ nord, 6° 51′ 21″ est         |                |                |           | Image manquante Téléverser                                   |
| Chapelle Saint-Roch                                          | Les Écorces              | 47° 12′ 39″ nord, 6° 48′ 17″ est         |                |                |           | Image manquante Téléverser                                   |
| Chapelle du cimetière                                        | Ouvans                   | 47° 16′ 42″ nord, 6° 28′ 46″ est         |                |                |           | Image manquante Téléverser                                   |
| Chapelle de Montorge                                         | Villers-sous-Chalamont   | 46° 52′ 44″ nord, 6° 00′ 38″ est         |                |                |           | Image manquante Téléverser                                   |